# کوآرکتاسیون آئورت
کوآرکتاسیون آئورت (به انگلیسی: Coarctation of the Aorta) به تنگی قسمتی از دیواره آئورت می‌گویند که موجب انسداد جریان خون سرخرگی می‌شود. این تنگی ممکن است در هر قسمتی از آئورت ایجاد شود ولی اغلب اوقات تنگی پس از جدا شدن شریان ساب کلاوین چپ ازآن اتفاق می‌افتد لذا میزان جریان خون اندام تحتانی و پاها کم می‌شود و فشارخون این اندام کاهش می‌یابد، در عوض میزان جریان و فشارخون در اندام فوقانی افزایش می‌یابد لذا قلب برای مقابله با این فشار باید با توان بیشتری کار کند.
این بیماری یک نقص پیچیده و اغلب همراه با سایر مشکلات قلبی است، مانند اختلال دریچه میترال، تنگی دریچه آئورت ، PDA و نقص سپتوم دهلیزی-بطنی . کوآرکتاسیون آئورت بیماری خطرناکی است زیرا آئورت مهم‌ترین شریان بدن می‌باشد که خون را به اندام‌ها می‌رساند. تنگی در هر قسمت آئورت می‌تواند در بلندمدت سبب عوارض کشنده‌ای همچون نارسایی قلبی و پارگی آئورت شود. بیمارانی که درمان نشوند بعید است که به سن ۵۰ سالگی برسند.
کوآرکتاسیون آئورت یکی از پنج نقص مهم مادرزادی است که ۸-۶ ٪ نواقص مادرزادی را شامل می‌شود میزان شیوع آن تقریباً یک در هر ۱۰۰۰۰ نفر است و میزان ابتلاء آن در پسران بیشتر از دختران است.

## علایم و نشانه‌ها و عوارض
علایم بستگی به شدت تنگی آئورت دارد. کوآرکتاسیون شدید ممکن در نوزادی شناسایی شود . در نوع خفیف بیماری، به دلیل فقدان علایم ممکن است بیماری حتی در جوانی نیز تشخیص داده نشود.
علایم بیماری عبارتند از: 
- فشارخون بالا در اندام فوقانی
- سردی پاها و فشارخون پایین در اندام تحتانی
- نبود نبض یا نبض ضعیف در شریان فمور
- سیانوز پریفرال یا محیطی( رنگ آبی در پوست قسمت تحتانی بدن به دلیل عدم رسیدن اکسیژن کافی ) Blue Baby
- درد جلوی سینه

سرگیجه و سردرد
- کاهش توانایی انجام ورزش
- سنکوپ(غش)
- خونریزی بینی
- تپش قلب و تنگی نفس

## تشخیص
کوارکتاسیون آئورت اغلب اوقات در هنگام معاینات فیزیکی نوزاد تشخیص داده می‌شود. میزان فشارخون بازوها و پاها ممکن است اندکی یا به‌طور چشمگیری متفاوت از همدیگر باشند و کودک احتمالاً تنگی نفس یا نقص در رشد دارد. پزشک ممکن است صدای مورمور را در حین سمع قلب بشنود (سوفل سیستولی). 
تشخیص ممکن است توسط آزمایش‌های زیر تأیید شود؛ نوار قلب : علایم هیپر تروفی بطن چپ، اکوکاردیوگرام ، Chest x-ray : کاردیومگالی و ساختار غیر طبیعی دنده‌ها به دلیل افزایش جریان خون شریانهای بین دنده ای ، ام‌آرآی(MRI) و CAT scan و کاتتریسم قلبی و آنژیوگرافی

## عوارض بیماری
هیپرتانسیون(پرفشاری خون)، نارسایی پیشرونده کلیه، بیماری شریان کرونر، آنوریسم آئورت که می‌تواند سبب پارگی کشنده آئورت شود، دیسکسیون آئورت که به‌طور بالقوه می‌تواند سبب حمله قلبی و سکته مغزی شود، خونریزی مغزی و سکته مغزی .
دلیل افزایش فشار خون : به دلیل تنگی قبل از جدا شدن شریان کلیوی از آئورت، میزان خون‌رسانی به کلیه کاهش یافته و به دنبال آن کلیه هورمونی به نام رنین ترشح می‌کند که باعث ترشح آنژیوتانسین ꀤ و سپس ایجاد آنژیوتانسین ꀤꀤ و نهایتاً ترشح آلدوسترون می‌شود. آنژیوتانسین و آلدوسترون با انقباض عروق و احتباس آب و سدیم موجب افزایش فشار خون می‌شوند .

## درمان و پیشگیری
کوآرکتاسیون آئورت می‌تواند به وسیلهٔ عمل جراحی یا روش سوندگذاری با بالون درمان شود اما انتخاب روش مناسب ممکن است پیچیده باشد.
اگر علایم بیماری به درمان دارویی جواب ندهد جراحی تقریباً همیشه مشخص‌کننده است . البته تلاش می‌شود زمان جراحی تا حدی که نوزاد رشد کند (مثلاً ۱۰ سالگی) به تأخیر بیفتد در طی عمل درمان جراحی، قسمت تنگ شده برداشته می‌شود و دو انتهای آئورت به هم دوخته می‌شود (آناستوموز). در مواردی که طول تنگی زیاد باشد از آنژیوپلاستی با عروق مصنوعی (وصله داکرون) یا از Tube Graft جهت آناستوموز استفاده می‌شود. گاهی اوقات شکاف بین دو انتها با یک فلپ از بافت عروقی نزدیک(اغلب از شریان ساب کلاوین چپ) بهم وصل می‌شود. 
مداخله اولیه( قبل از سن ده سالگی) ممکن است میزان امید به زندگی را اصلاح کند و ۷۰٪ بیماران، به‌طور موفق درمان می‌شوند. پیش آگهی بیماران پس از جراحی معمولاً خوب است اما پیگیری پزشکی طولانی مدت لازم است و بیماران نیازمند دریافت آنتی بیوتیک پروفیلاکتیک قبل از هر عمل دندانپزشکی و جراحی برای کاهش خطر آندوکاردیت هستند .
درمان کوارکتاسیون آئورت با سوندگذاری شبیه آنژیوپلاستی با بالون در بیماران عروق کرونری است . در این روش، یک کاتتر بالون دار از طریق شریان فمور وارد آئورت شده و پس از رسیدن به محل تنگی، بالون باد شده و نیروی حاصله باعث بازشدن آئورت می‌شود. یک استنت ممکن است جهت باز نگهداشتن رگ در محل کاشته شود. میزان موفقیت اولیه این روش در حدود ۹۰٪ می‌باشد، اما اگر عمل در دوران نوزادی انجام شود میزان خطر عود تنگی در حدود ۲۵-۵ ٪ باقی می‌ماند . در بین بچه‌های بزرگتر، میزان عود کمتر است.
در درمان‌های دارویی، بیشترین داروهای مورد استفاده بعد از ترخیص بیماران، داروهای مهار کنندهٔ آنزیم مبدل آنژیوتانسین و بتا بلوکرها هستند.
بدلیل اینکه این بیماری یک نقص مادرزادی است روشی برای پیشگیری وجود ندارد.